# Cerejeiras
Cerejeiras – miasto i gmina w Brazylii, w stanie Rondônia. Znajduje się w mezoregionie Leste Rondoniense i mikroregionie Colorado do Oeste.